# Anthony Woodville
Anthony Woodville (né vers 1440 – décapité le 25 juin 1483 au château de Pontefract), 2e comte Rivers, est un courtisan et écrivain anglais.

## Biographie
Il est le fils aîné de Richard Woodville, 1er comte Rivers († 1469), et de Jacquette de Luxembourg. Il fut d'abord comme son père au service des Lancastre, pour qui il combattit à la Bataille de Towton, mais la famille Woodville passe au service des York et de leur champion, Édouard IV, après le mariage de celui-ci avec Élisabeth, sœur aînée d'Anthony.
Cette mésalliance (Élisabeth est alors veuve, a déjà deux enfants et son alliance n'est pas politiquement avantageuse) blesse de nombreux fidèles de la maison d'York, dont le comte de Warwick, un des soutiens les plus importants d'Édouard. Celui-ci tente de le déposer en 1469, après l'avoir fait prisonnier à la bataille d'Edgecote Moor, le 26 juillet 1469. Richard Woodville et son fils cadet John sont faits prisonniers à Chepstow. Jugés sommairement, ils sont décapités à Kenilworth le 12 août 1469, laissant Anthony unique héritier du comté.
Rivers devint l'un des favoris à la cour et fut ordonné chevalier de l’Ordre de la Jarretière. Il se taille une réputation de champion dans les tournois, défiant même Antoine de Bourgogne dans une joute sur deux jours. Il accompagne le roi en exil en octobre 1470, lors de la nouvelle révolte de Warwick qui remet Henri VI sur le trône d'Angleterre. Anthony est de nouveau aux côtés d'Édouard pour la reconquête du trône l'année suivante. Il reçoit une blessure à la bataille de Barnet.
Anthony épouse la baronne Élisabeth de Scales, fille d'un célèbre capitaine de la guerre de Cent ans, Thomas de Scales, et veuve de Henry Bourchier, le fils benjamin du comte d’Essex. À la mort de sa femme (1473), il est appelé au Parlement d'Angleterre en tant que baron de Scales. Il épouse par la suite Mary, fille de Henry FitzLewis, mais ses deux mariages restent stériles.
Ayant retrouvé son trône, le roi Édouard IV le nomme en 1473 précepteur du prince de Galles, et Haut Sheriff à vie de Caernarvonshire. Rivers accompagne le prince de Galles au château de Ludlow. Il exerce les fonctions de juge suprême pour tout le Pays de Galles. Rivers, prévenu en secret de la mort soudaine du roi en 1483, reçoit de sa sœur l'ordre de ramener sous garde armée le Prince de Galles à Londres, mais il est arrêté en route, ainsi que son neveu Richard Grey (fils du premier mariage d'Élisabeth) et le chambellan du défunt roi Thomas Vaughan, sur ordre du duc Richard de Gloucester, frère d'Édouard. Les trois hommes sont emprisonnés puis décapités au château de Pontefract le 25 juin 1483, ces exécutions marquant le début de l'accession au trône du duc de Gloucester (le futur Richard III).
Avant d'être décapité, il composa une ballade qu'il rédigea et qu'il remis à son geôlier et dont voici les deux premières strophes :
En rêvassant
Et en m’affligeant
Me souvenant
Tant d'inconstance
Le monde étant
Si tant changeant
Et contrariant
Plus rien ne pense.

Je crains, c'est vrai
De m'en aller
Car aujourd'hui
Qu'il faut partir,
Plus rien je n'ai
Que souvenirs,
Plus rien ne puis
Que m'affliger.

## Le lettré
Rivers était bilingue, et connaissait sans doute parfaitement le français par sa mère. Il fit connaissance avec le premier imprimeur anglais, William Caxton lors de l'exil du roi à Bruges, et c'est là qu'en 1475-6 Caxton publia Cordyale, or Four last thinges, une traduction faite par Rivers des Quattres choses derrenieres de Jean Miélot, ouvrage qui était lui-même une traduction du Cordiale quattuor novissimorum de Gérard de Vliederhoven. À leur retour en Angleterre, en 1477, Caxton publia à Westminster le premier livre jamais imprimé sur le sol anglais, une traduction par Rivers des Dits moraux des philosophes de Guillaume de Tignonville. La bibliothèque du palais de Lambeth détient une illustration manuscrite où l'on voit Rivers présenter un exemplaire de son livre au roi Édouard IV.
Le successeur d'Anthony à la tête du comté est son frère, Richard Woodville.
Il a eu aussi pour descendants les comtes de Rivière de Corsac qui se fixèrent en Gévaudan (Lozère). Cette famille est absorbée en 1756 par les Florit de la Tour de Clamouse, famille de la même région ; cette dernière s'éteint en 1912 dans les comtes de Gourcy-Récicourt de Chapelain, encore subsistant.

## Voir également
- (en) Cet article est partiellement ou en totalité issu de l’article de Wikipédia en anglais intitulé « Anthony Woodville, 2nd Earl Rivers » (voir la liste des auteurs).